# Groen boomschildmos
Groen boomschildmos (Flavoparmelia soredians) is een korstmossoort uit de familie Parmeliaceae.

## Determinatie
Groene boomschildmos is een fors bladvormig korstmos. Het heeft een grijsgroen thallus met in het midden ronde tot samenvloeiende, soredieuze plekken met fijnmelige sorediën. Het thallus heeft een diameter van 5 cm en zelden tot 10 cm. De lobben zijn vrij rond, tot 1 cm breed en zonder pseudocyphellen. Apotheciën zijn afwezig. De witgelige soralen zijn vrij regelmatig rondachtig en worden gevormd vanuit het centrum van het thallus. 

### Gelijkende taxa
Het lijkt op bosschildmos (Flavoparmelia caperata), die meer onregelmatig gevormde soralen heeft met korrelige sorediën. Het reageert met K+ rood (merg) en geel (schors). Met P+ kleurt het merg oranje. De ellipsvormige ascosporen hebben de afmeting 17-18 × 7-8 µm.

## Ecologie
Het komt voor op allerlei boomsoorten met een niet te zure schors. Het is algemeen op laanbomen in de bebouwde kom. Zelden komt het voor op steen en rottend hout.

## Verspreiding
In Nederland is groen boomschildmos algemeen. Het is niet bedreigd en staat niet op de Nederlandse Rode Lijst.